# Leucanopsis nubilosus
Leucanopsis nubilosus är en fjärilsart som beskrevs av Rothschild 1909. Leucanopsis nubilosus ingår i släktet Leucanopsis och familjen björnspinnare. Inga underarter finns listade i Catalogue of Life.